# Caralluma munbyana
Caralluma munbyana es una especie iberoafricana de planta suculenta perteneciente a la familia de las apocináceas.

## Distribución y hábitat

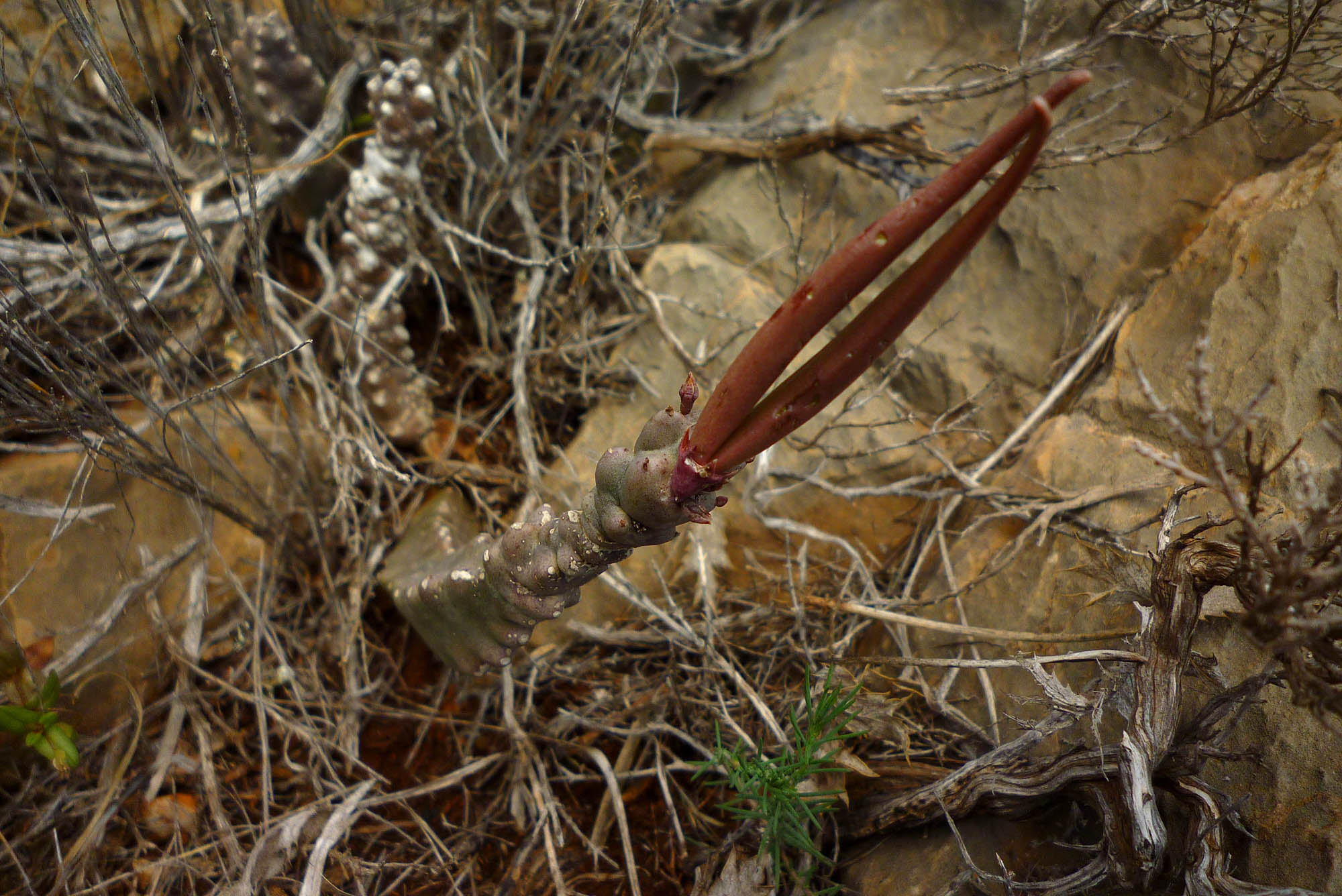
Frutos de Caralluma munbyana.

Se trata de una planta suculenta de aspecto cactiforme, muy similar a Caralluma europaea, pero que prefiere altitudes superiores a ésta, entre 500 y 800 metros de altura. Habita en suelos calizos pedregosos y soleados del norte de la Región de Murcia, así como en las provincias de Alicante y Albacete.
Es una especie iberoafricana que se distribuye por zonas costeras de Argelia, especialmente alrededor de Orán, Marruecos, en el entorno de Oujda y en el Sudeste de la península ibérica. En España, fue descubierta en 1898 en Caravaca de la Cruz en la Región de Murcia.
En la Región de Murcia se localiza en la Sierra del Cantón (Abanilla), cerro de los Siete Peñones (Caravaca), sierra de Quibas (Fortuna), sierra del Sopalmo (Jumilla) y sierra de Pajares y La Puerta (Moratalla). Recientemente se ha descubierto además una población disyunta de las anteriores en la zona de Peñas Blancas en Cartagena.

## Sinónimos
- Boucerosia munbyana Decaisne.
- Boucerosia hispanica (Coincy) Coincy (1899).[2]